# Statue del Redentore per il Giubileo del 1900

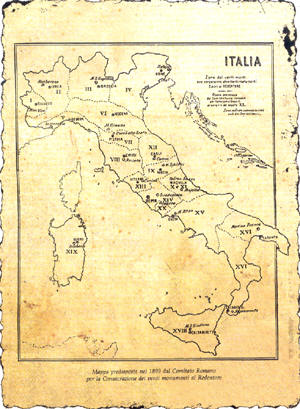
Le località dove sono stati eretti i monumenti al Redentore agli inizi del 1900

Le statue del Redentore per il Giubileo del 1900 sono venti sculture, cappelle e croci edificate su altrettante vette di monti italiani, a cavallo fra i secoli XIX e XX in omaggio a Gesù Redentore e su iniziativa di papa Leone XIII.

## Storia

Mattoni dei venti monumenti al Redentore nella Porta Santa

Alla fine del XIX secolo, papa Leone XIII propose la costruzione di venti monumenti per un grandioso omaggio a Dio, da edificarsi su altrettanti monti nelle diverse regioni italiane. L'idea fu subito accolta dalle diverse diocesi che crearono un comitato per la decisione delle venti località dove dovevano essere situati i monumenti, arrivando a stipulare più mappe dei siti.
II 5 settembre 1896, nell'ultima seduta generale del XIV Congresso cattolico italiano radunato in Fiesole, veniva annunciata l'iniziativa, già approvata e benedetta da Papa Leone XIII, per rendere omaggio al Redentore. Si formava così il Comitato locale romano per l'omaggio a Gesù Cristo Redentore, presieduto dal comm. Filippo Tolli, che aveva in diverse diocesi italiane dei corrispondenti, attraverso i quali portare ad esecuzione pratica l'idea che, fra tante, fu la prescelta dal Comitato romano: consacrare 19 monti di diverse regioni italiane con la costruzione di altrettanti monumenti al Redentore. Successivamente i monti furono portati a 20 con l'aggiunta del monte Capreo, nei pressi di Carpineto, città natale di papa Pecci.
Nel 1900 vennero murati nella porta santa della basilica di San Pietro i venti mattoni provenienti dai rispettivi comitati locali, ed una pergamena esplicativa.
I venti monti indicati dal Comitato centrale erano i seguenti: 
1. Mombarone, Piemonte settentrionale;
2. Monviso, Piemonte meridionale;
3. Monte Giarolo, Piemonte sud-orientale
4. Monte Saccarello, Liguria;
5. Monte Guglielmo, Lombardia;
6. Matajur, Friuli Venezia Giulia;
7. Monte Cimone, Emilia-Romagna;
8. Corno alle Scale, Toscana settentrionale;
9. Monte Amiata, Toscana meridionale (vedi croce del Monte Amiata);
10. Monte Vettore, Umbria e Marche settentrionali;
11. Monte Cimino, Viterbese;
12. Monte Guadagnolo, Regione Romana;
13. Gran Sasso d'Italia, Abruzzo settentrionale;
14. Majella, Abruzzo meridionale;
15. Monte Altino, Lazio Maranola comune di Formia nel parco naturale dei monti Aurunci;
16. Monte Acero, Campania interna;
17. Martina Franca, Puglia;
18. Montalto, nell'Aspromonte, Calabria;
19. Monte San Giuliano, Sicilia (vedi Monumento al Redentore (Caltanissetta));
20. Monte Ortobene, Sardegna (vedi Statua del Redentore (Nuoro));
21. Monte Capreo, Lazio[4].

Alcuni monumenti furono però realizzati solo in parte, o dopo tempo, come quelli sui monti Vettore e Cimino.
L'8 luglio 1899 il comitato spediva ai corrispondenti diocesani la seguente circolare: 
le alte cime dei monti che dominano le regioni italiche, si presentano come luoghi quant'altro mai adatti per collocarvi un imperituro ricordo dell’Omaggio al Redentore, attestante ai posteri la dedicazione a Gesù Cristo del sec. XX. L'esempio dei nostri maggiori conforta il Comitato a questa santa impresa, dappoiché troviamo appunto innalzato il simbolo della Redenzione nei luoghi elevati a gloria di Cristo ed a conforto dei popoli. Ora pertanto il Comitato ha prescelto dalle Alpi alle Madonie diciannove montagne - appunto quanti sono i secoli della Redenzione - adatte per innalzarvi un ricordo dell'Omaggio, in modo che nell'Italia venga a formarsi una simbolica corona sacra al Redentore. E perché la proposta possa effettuarsi facilmente e regolarmente, il Comitato ha deliberato di rivolgersi ai corrispondenti dell'Omaggio, affinché procedano alla costituzione di un gruppo di persone nelle città prossime alle montagne principali della regione per provvedere insieme:
1) alla scelta della vetta più visibile ed insieme di possibile accesso 
 2) alla raccolta delle piccole offerte occorrenti per l’acquisto del ricordo; 
3) al collocamento del ricordo stesso sulla vetta della montagna; 

4) a promuovere un devoto pellegrinaggio che possibilmente sia presente alla cerimonia; 

5) a far celebrare, prima del collocamento del ricordo, una messa sul luogo stesso.
Finalmente, perché la cerimonia avvenga contemporaneamente è stata scelta nell’ottava del Corpus Domini, iI Comitato Romano promotore, dietro richiesta, s'incaricherebbe di procurare l'oggetto artistico da costruire il ricordo. Essendo ben noto lo zelo della S.V. che accettò di essere corrispondente del Comitato Internazionale dell'Omaggio, si nutre fiducia che vorrà occuparsi dell'effettuazione di così bella opera in cotesta regione, potendo del resto facilmente in qualche società o comitato parrocchiale costituire il gruppo richiesto. Il Comitato Romano, mentre è sempre pronto a fornire gli opportuni schiarimenti, deve vivacemente pregare a far conoscere se accetta l'incarico, in quale città della regione ha costituito il gruppo, col quale poter direttamente comunicare con circolari ed altro.
Ringraziando, mi è grato ai sottoscritti attestare i sensi della loro stima e considerazione.
Roma, 8 luglio 1899
II Presidente: Comm. Filippo Tolli; 
Segretari: Filippo Cancani, Montani Augusto, Grossi Gondi.»

## Galleria d'immagini

Monumento sul monte San Giuliano a Caltanissetta (Sicilia)
Monumento sul monte Fiorino (Parma)
Monumento sul monte Cimone (Emilia-Romagna)
Monumento sul monte Capreo (Lazio)
Monumento sul monte Acero (diocesi di Telese o Cerreto)
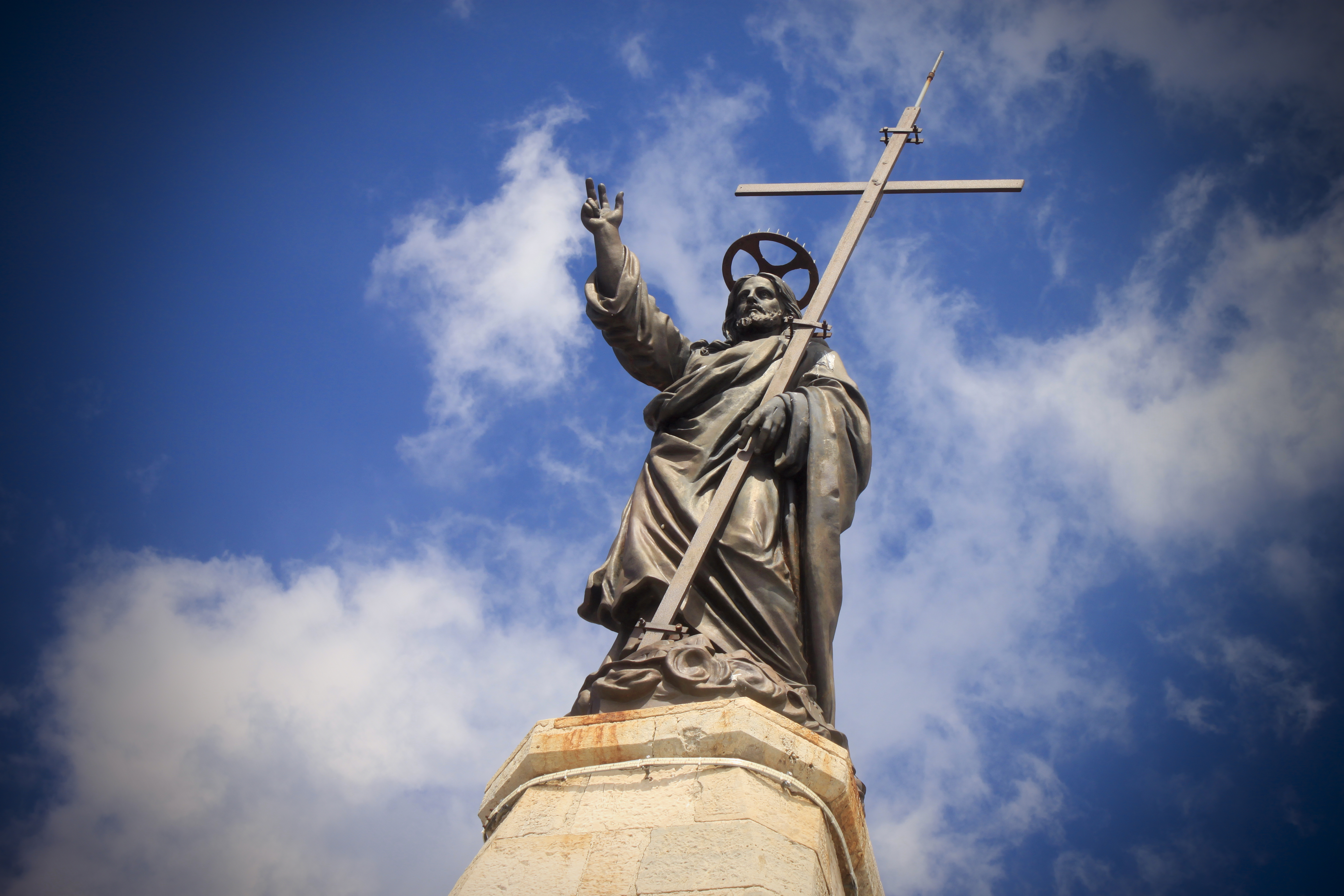
Monumento sulla spalla meridionale del Monte Altino (Lazio)
Monumento sul monte Guglielmo (Lombardia)
Monumento sul Monviso (Piemonte)
Monumento al Mombarone di Ivrea (Piemonte)
Monumento all'Altabur (Vicenza)
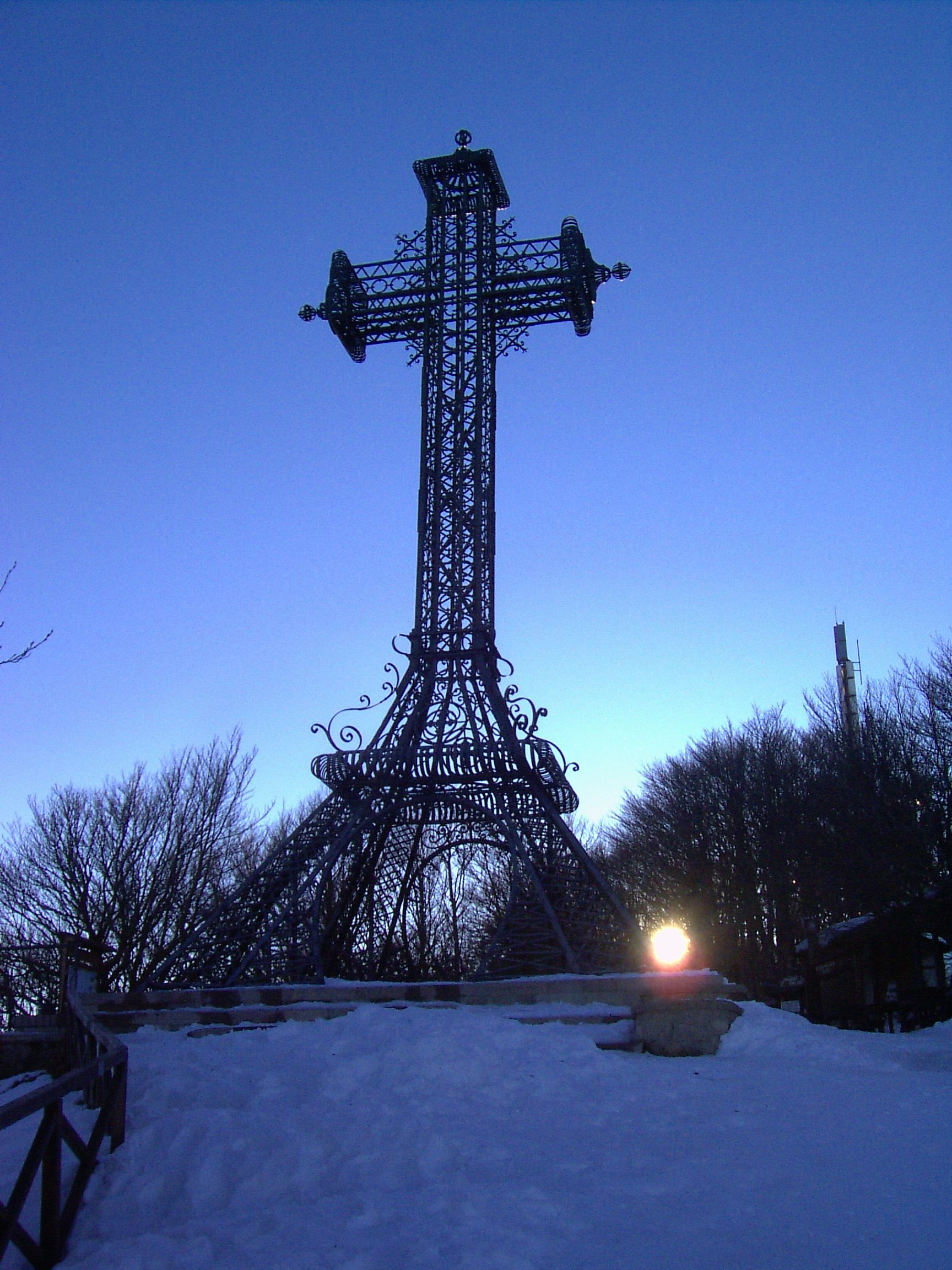
La croce del Monte Amiata
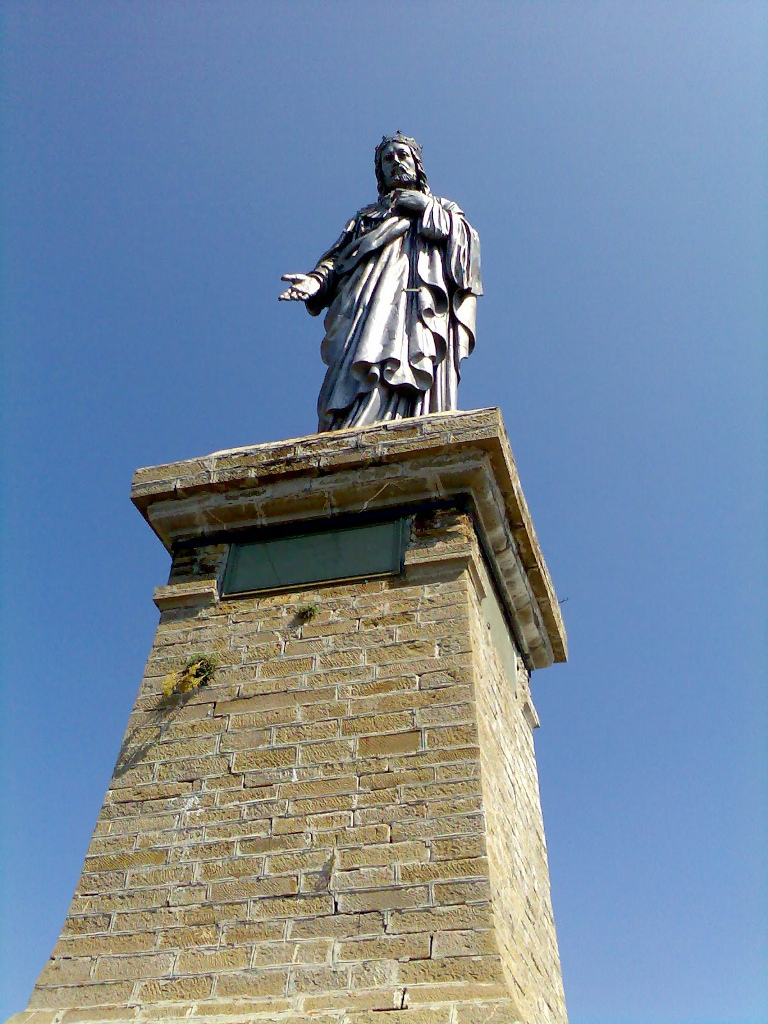
Monumento sul monte Saccarello (Liguria-Piemonte)
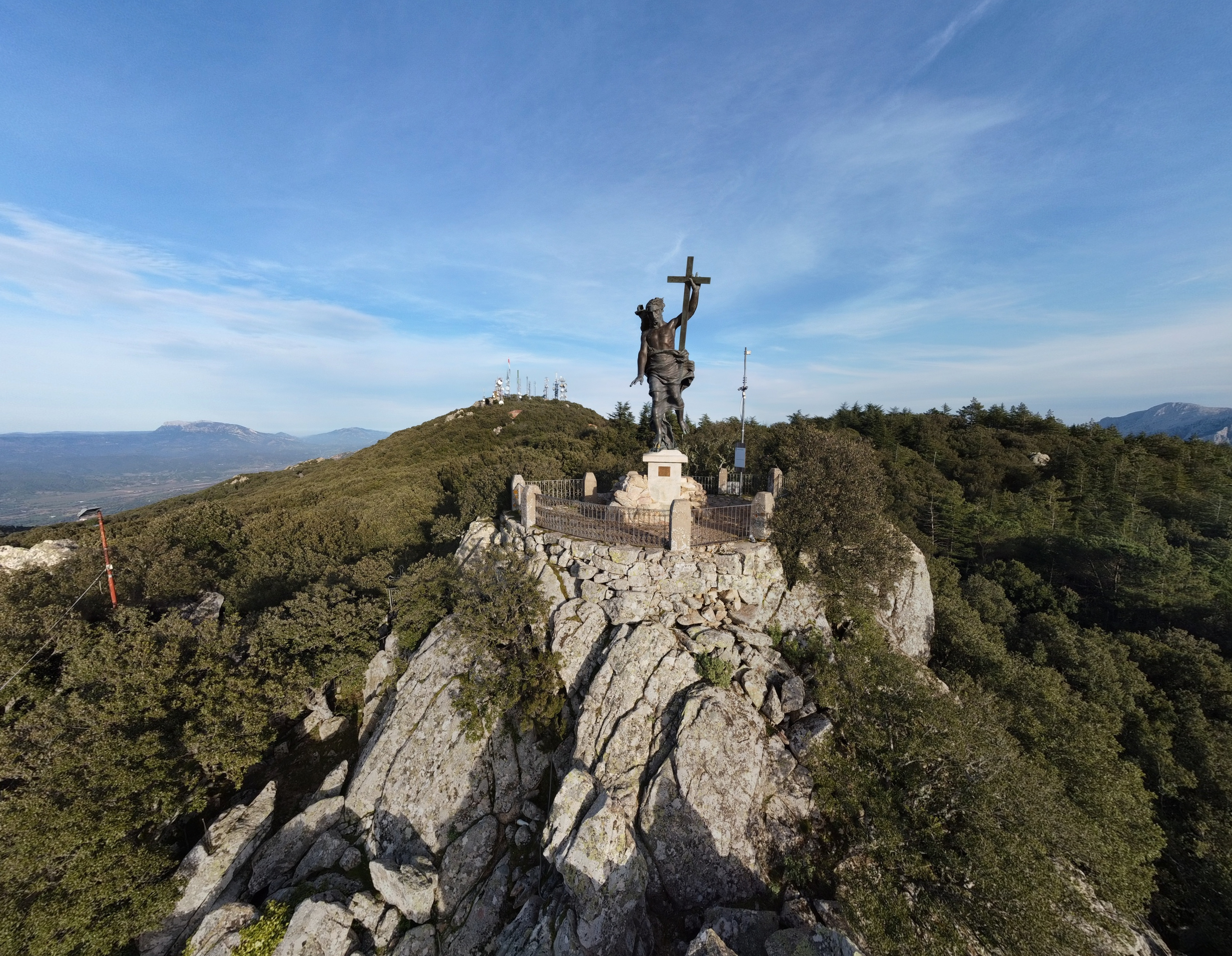
Statua del Redentore sulla cima del Monte Ortobene a Nuoro